# Crisia megalostoma
Crisia megalostoma is een mosdiertjessoort uit de familie van de Crisiidae. De wetenschappelijke naam van de soort is voor het eerst geldig gepubliceerd in 1958 door Bobies.